# Apostolisches Vikariat Casanare
Das Apostolische Vikariat Casanare (lat.: Apostolicus Vicariatus Casanarensis) war ein in Kolumbien gelegenes römisch-katholisches Apostolisches Vikariat. Es wurde 1999 dem Bistum Yopal zugeordnet.

## Geschichte
Das Apostolische Vikariat Casanare wurde am 17. Juli 1893 durch Papst Leo XIII. aus Gebietsabtretungen des damaligen Erzbistums Tunja errichtet. Aus Gebietsabtretungen des Vikariats wurde das Bistum Arauca (1915) und das Apostolische Vikariat Trinidad (1999) gegründet. 
Am 29. Oktober 1999 gliederte Papst Johannes Paul II. das Vikariat in das Bistum Yopal ein.

## Ordinarien

### Apostolische Vikare von Casanare
- St. Ezequiel Moreno y Díaz OAR (1893–1895), später Bischof von Pasto
- Nicolás Casas y Conde OSA (1895–1906)
- Santos Ballesteros López OAR (1920–1933)
- Pablo Alegría Iriarte OAR (1934–1939)
- Nicasio Balisa y Melero OAR (1941–1965)
- Arturo Salazar Mejía OAR (1965–1977), später Bischof von Pasto
- Olavio López Duque OAR (1977–1999)